# Agricola Bacău
Agricola Bacău este un grup de companii din România.
Grupul este unul dintre principalii producători și procesatori de carne de pasăre, cu o cotă de piață de aproximativ 10%. Grupul Agricola era în anul 2015 controlat de mai mulți investitori români printre care și Gheorghe Antochi.
Din grup fac parte firmele Agricola Internațional Bacău, Aicbac (creșterea vacilor de lapte), Suinprod (reproducerea și îngrășarea porcilor), Conagra (fabrică de preparate din carne fierte-afumate), Salbac Dry Salami (fabrică de salamuri crud-uscate), Europrod (fabrica de semipreparate și produse pregătite din carne), Comcereal (achiziția de cereale), Avicola Lumina Constanța (creșterea găinilor pentru ouă consum și comercializarea ouălor), Agriconstruct, și Bac Print.
Număr de angajați în 2013: 1.722 
Cifra de afaceri:
- 2013: 82,4 milioane euro[5]
- 2012: 79,7 milioane euro[5]
- 2008: 104 milioane euro[6].